# 1401
- Wikisource

| Calendário gregoriano                                                        | 1401 MCDI                                            |
| Ab urbe condita                                                              | 2154                                                 |
| Calendário arménio                                                           | 850 – 851                                            |
| Calendário bahá'í                                                            | -443 – -442                                          |
| Calendário budista                                                           | 1945                                                 |
| Calendário chinês                                                            | 4097 – 4098 Início a 15 de janeiro (aproximadamente) |
| Calendário copta                                                             | 1117 – 1118                                          |
| Calendário etíope                                                            | 1393 – 1394                                          |
| Calendários hindus - Vikram Samvat - Calendário nacional indiano - Cáli Iuga | 1456 – 1457 1322 – 1323 4501 – 4502                  |
| Calendário Holoceno                                                          | 11401                                                |
| Calendário islâmico                                                          | 803 – 804                                            |
| Calendário judaico                                                           | 5161 – 5162                                          |
| Calendário persa                                                             | 779 – 780                                            |
| Calendário rúnico                                                            | 1651                                                 |
| Calendário solar tailandês                                                   | 1944                                                 |

1401 (MCDI, na numeração romana) foi um ano comum, o primeiro do século XV, do Calendário Juliano, da Era de Cristo, e a sua letra dominical foi B (52 semanas), teve início a um sábado e terminou também a um sábado.
No reino de Portugal estava ainda em vigor a Era de César que já contava 1439 anos.

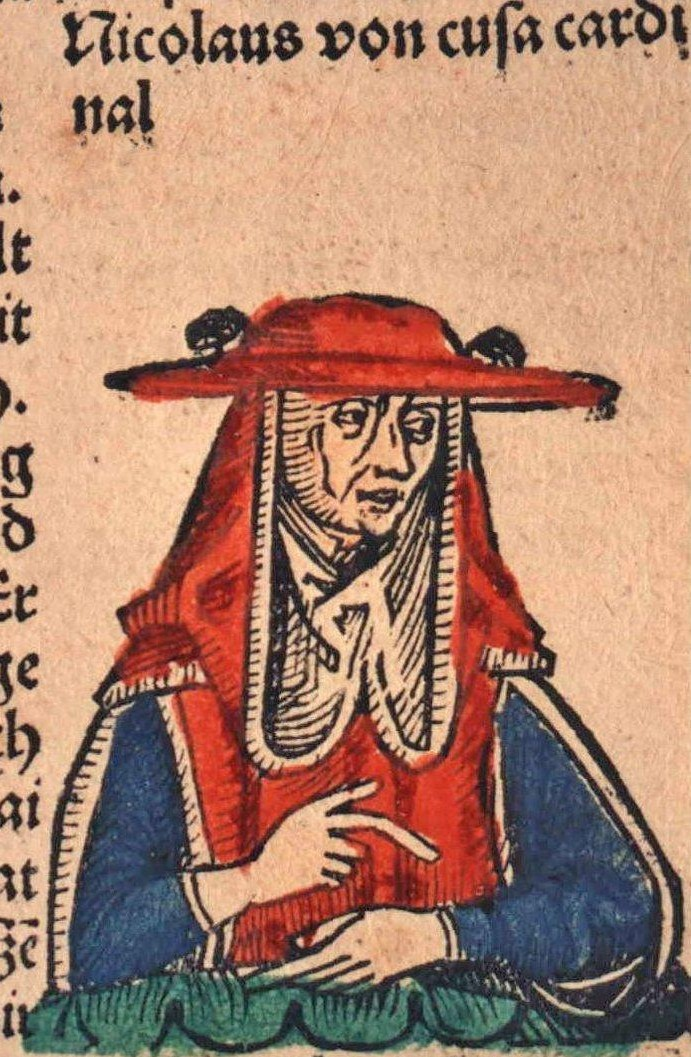
O cardeal Nicolau de Cusa, imagem da Crónica de Nuremberga

| Ano completo                   |
| ------------------------------ |
| Ano comum com início ao sábado |

## Eventos
- 6 de Janeiro - Roberto do Sacro Império Romano-Germânico é coroado Rei dos Romanos em Colônia.

## Nascimentos
- 12 de Maio - Imperador Shoko do Japão (m. 1428).
- 23 de Julho - Francesco Sforza, Duque de Milão (m. 1466).
- 27 de Outubro - Catarina de Valois, princesa de França, rainha consorte de Inglaterra (m. 1437).
- 21 de Dezembro - Masaccio, pintor italiano (m. 1428).
- Nicolau de Cusa, filósofo, matemático e astrônomo alemão (m. 1464).

## Mortes
- 25 de Maio - Maria da Sicília.